# 재기 (노래)
〈재기〉는 이용이 2013년 발표한 가요이다.